# 3817 Lencarter
3817 Lencarter је астероид главног астероидног појаса чија средња удаљеност од Сунца износи 2,268 астрономских јединица (АЈ).
Апсолутна магнитуда астероида је 14,6.